# Ojén
Ojén ist ein südspanischer Ort und eine Gemeinde (municipio) mit 4.682 Einwohnern (Stand: 2024) in der Provinz Málaga in der Autonomen Region Andalusien. Der Ort zählt zu den „Weißen Dörfern“ (Pueblos Blancos) der Provinz Málaga.

## Lage und Klima
Der Ort Ojén liegt im Süden der zumeist bewaldeten Berge der Sierra de las Nieves, einem Teil der Betischen Kordillere, knapp 55 km (Fahrtstrecke) westlich der Provinzhauptstadt Málaga in einer Höhe von ca. 290 bis 310 m; die Stadt Marbella ist nur ca. 9 km in südlicher Richtung entfernt. Das gleichermaßen vom Atlantik wie vom Mittelmeer beeinflusste Klima ist gemäßigt bis warm; der für südspanische Verhältnisse ergiebige Regen (ca. 635 mm/Jahr) fällt – mit Ausnahme der nahezu regenlosen Sommermonate – übers Jahr verteilt.

## Bevölkerungsentwicklung
| Jahr      | 1857  | 1900  | 1950  | 2000  | 2020  |
| Einwohner | 1.986 | 1.674 | 1.977 | 2.041 | 4.069 |

Der deutliche Bevölkerungsanstieg seit den 1950er Jahren ist im Wesentlichen auf die Nähe zur Großstadt Marbella zurückzuführen.

## Wirtschaft
Die Menschen früherer Jahrhunderte lebten im Wesentlichen als Selbstversorger von der Landwirtschaft, zu der auch der Wein- und Olivenanbau sowie die Zucht von Schafen und Ziegen gehörte; im Ort selbst ließen sich allmählich auch Händler, Handwerker und Dienstleister aller Art nieder. Heute spielt der innerspanische Tourismus eine nicht unwesentliche Rolle im Wirtschaftsleben der Gemeinde.
Bekannt wurde der Ort auch durch den Anis-Brand (ein aguardiente), der dort seit 1830 hergestellt wird.

## Geschichte
Über die Geschichte des Ortes ist nur wenig bekannt; in der Cueva Pecho Redondo wurden Knochenreste von Neandertalern entdeckt. Erst mit den Mauren begann der politische und wirtschaftliche Aufschwung der Gegend, die in der Zeit um 900 zum von ʿUmar ibn Hafsūn kontrollierten Gebiet gehörte; der von ihm angeführte Aufstand konnte jedoch vom Emir und späteren Kalifen Abd ar-Rahman III. beendet werden. Erstmals urkundlich erwähnt wurde Ojén um das Jahr 920 in der Crónica de las hazañas de los emires cordobeses („Chronik der Taten der Emire von Córdoba“) erwähnt, als Abd ar-Rahman III. eine Rebellion der Christen gegen die Muladís von Málaga niederschlug. Nach dem Ende des Kalifats von Córdoba (1031) kam die Gegend zum Taifa-Königreich von Sevilla, später dann zum Nasridenreich von Granada. Im Jahr 1485 eroberte ein Heer der Katholischen Könige den Ort (reconquista) und die Nachbarstadt Marbella. In den Jahren 1568/69 gab es einen Aufstand der Morisken, der ein Jahr später auf Befehl Philipps II. in einer gemeinsamen Militäraktion von den Truppen der Herzöge von Arcos und Medina-Sidonia niedergeschlagen wurde. Im Jahr 1807 gewährte Karl IV. dem Ort die Unabhängigkeit von der Rechtsordnung Marbellas.

## Sehenswürdigkeiten

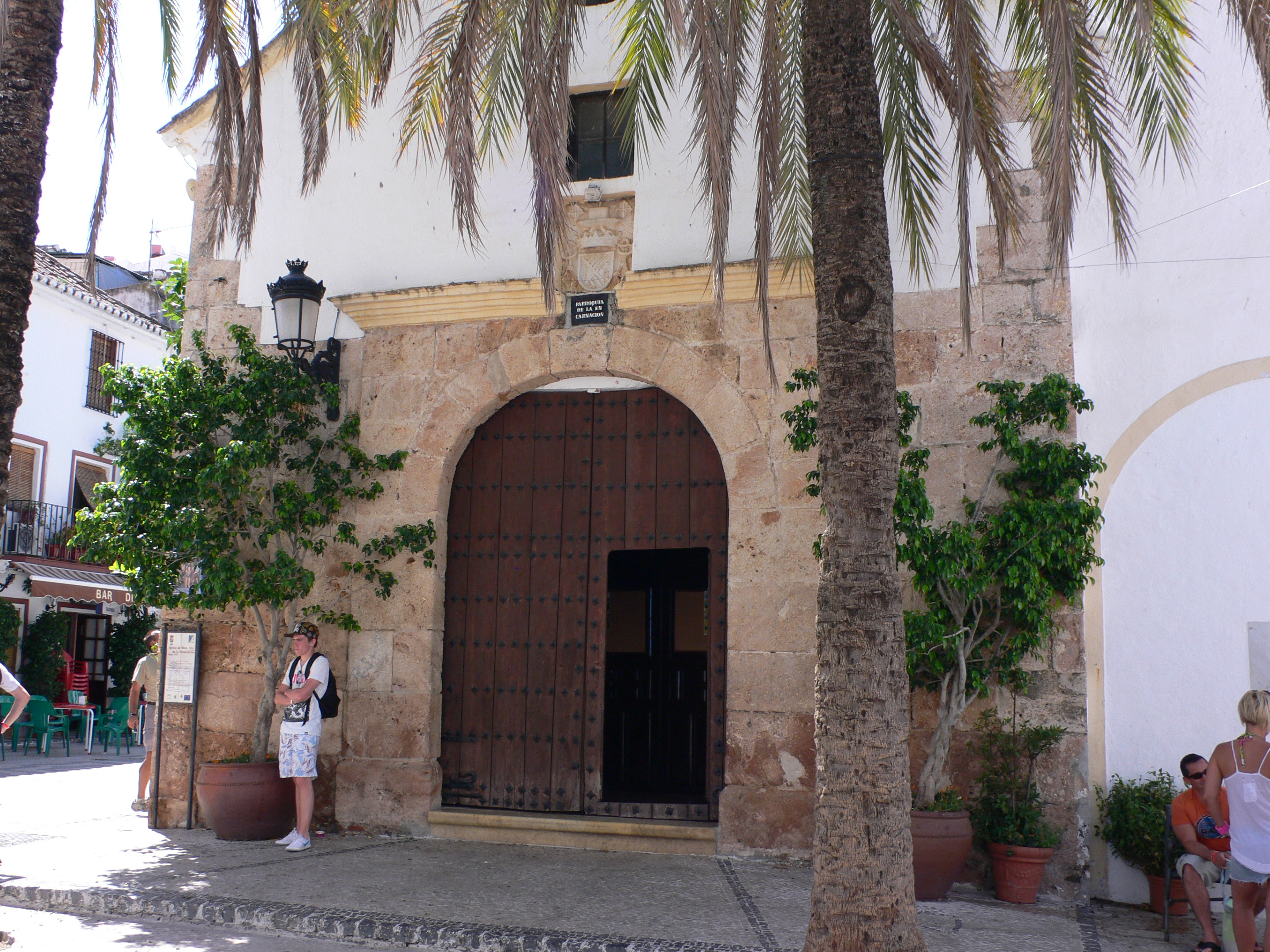
Ojén – Iglesia de la Encarnación

- Von einer ehemals hier befindlichen Burg (castillo) ist nichts mehr erhalten.
- An der Stelle einer ehemaligen Moschee (mezquita) wurde ab dem Jahr 1505 im Auftrag des Erzbischofs von Sevilla, Diego de Deza, die einschiffige Pfarrkirche der Nuestra Señora de la Encarnación („Unsere Liebe Frau von der Menschwerdung“) errichtet; sie wurde im Jahr 1670 baulich leicht verändert. Das Kirchenschiff (nave) wird von einem offenen Dachstuhl mit Artesonado-Elementen bedeckt.
- Der im Jahr 1905 im Ortszentrum errichtete Brunnen Los Chorros hat eine seitliche Viehtränke (abrevadero), in welcher auch Wäsche gewaschen wurde.
- Das Museo del Molino de Aceite befindet sich in einer um das Jahr 1800 erbauten und weitgehend original erhaltenen Ölmühle.
- Das Museo del Aguardiente ist dem um das Jahr 1830 erfundenen, in weiten Teilen Spaniens bekannt gewesenen, danach aber nahezu vergessenen Aguardiente de Ojén, einer Art Süßlikör, gewidmet.
- Am Ortsrand befinden sich mehrere Felshöhlen (Cuevas de Ojén).

Umgebung
- Der etwa 10 km (Fahrtstrecke) nordwestlich des Ortes gelegene und im Jahr 1906 vom Marqués de Larios als Jagdsitz errichtete Palacio Juanar dient heute als Parador-Hotel.

## Fest
- Die Fiesta del Tostón Popular („Fest der gerösteten Kastanien“) findet alljährlich im November statt und erinnert an die früher von den ärmeren Dorfbewohnern im Oktober/November gesammelten und in den Wintermonaten verzehrten Esskastanien.[7]